# 31124 Slavíček
(31124) Slavíček, denumire internațională (31124) Slavicek, este un asteroid din centura principală de asteroizi.

## Descriere
31124 Slavíček este un asteroid din centura principală de asteroizi. A fost descoperit pe 22 septembrie 1997 la Observatorul Kleť de Miloš Tichý. Asteroidul prezintă o orbită caracterizată de o semiaxă mare de 2,32 ua, o excentricitate de 0,07 și o înclinație de 2,2° în raport cu ecliptica.